# Motorola RAZR i
 (avril 2024).
Le Motorola RAZR i (XT890) est un smartphone conçu par Motorola Mobility. Il a été officiellement annoncé le 18 septembre 2012 à Londres, au Royaume-Uni.
e RAZR i est le premier smartphone de Motorola à être équipé d'un processeur/SOC Intel Atom dans l'architecture x86/IA-32, exécutant un portage x86 du système d'exploitation Android. C'est également le premier smartphone à être équipé d'un processeur cadencé à 2,0 GHz dans sa configuration d'origine. Extérieurement, il semble identique à son frère Motorola RAZR M lancé deux semaines plus tôt aux États-Unis, avec lequel il partage également bon nombre de ses spécifications. Le RAZR i est une édition presque identique sauf qu'il dispose d'un processeur Intel Atom Z2460, ce qui lui donne plus de puissance de traitement et de puissance d'imagerie ; bien qu'il ne prenne pas en charge le LTE,,. Initialement, il a été signalé qu'il ne prenait pas entièrement en charge de nombreuses applications et jeux haut de gamme conçus pour les processeurs ARM jusqu'à ce que ces applications ou jeux soient portés et recompilés pour la compatibilité Intel. Cependant, Intel a développé un émulateur binaire appelé Houdini, présent sur le RAZR i, pour permettre au code ARM de s'exécuter sur l'architecture x86. Un test a montré que le RAZR i était capable d'exécuter la plupart des applications ARM Android grâce à l'émulation en arrière-plan, mais que quelques applications ne fonctionnaient toujours pas.
Une version spéciale du smartphone est conçue pour la Chine, le Motorola RAZR i MT788 ; elle a été annoncée en novembre 2012.
Avec son processeur Intel Atom Z2460, le RAZR i est équipé d'un GPU PowerVR SGX540, une version plus rapide du même GPU que l'on trouve dans le Samsung Galaxy Nexus et dans de nombreux smartphones plus anciens tels que le Samsung Galaxy S original. Bien que la puissance de traitement brute du processeur du RAZR i puisse être excellente pour des tâches telles que la navigation sur le web, son GPU peut être considérablement plus lent que celui du RAZR M, qui utilise un processeur Snapdragon S4 avec un GPU Adreno 225. Cela peut être un peu atténué par la capacité de l'Atom Z2460 à supporter une bande passante mémoire beaucoup plus grande, ce qui constitue traditionnellement un facteur limitant les performances des puces ARM.
Bien qu'il s'agisse du premier produit issu d'un partenariat « pluriannuel et multi-appareils » entre Motorola et Intel, aucun autre smartphone Motorola alimenté par Intel n'a jamais été commercialisé par la suite.

## Caractéristiques

### Logiciel
- Système d'exploitation : Android 4.4.2 KitKat

### Chipsets
- SoC : Intel Atom Z2460 Medfield
- Architecture du processeur : x86 ( IA-32 )
- Processeur : 32 nm, 2000 Saltwell MHz avec hyper threading (2 threads), cœur Penwell unique, cache total de 568 Ko (MMX, SSE, SSE2, SSE3, SSSE3, EM64T, NX/XD, HT, BPT)[15]
- Mémoire : 1 024 Mo LPDDR2 -800 RAM / 8 192 Mo ROM
- Espace de stockage utilisateur disponible : ~5 Go
- Extension de stockage : microSD, microSDHC jusqu'à 32 Go

### Afficher
- Taille de l'écran : 4,3 pouces
- Définition : 540 x 960 pixels
- Densité de pixels : 256 ppp
- Technologie : Super AMOLED avancé
- Couleurs : 16777216
- Écran tactile : capacitif, multi-touch
- Particularités : capteur de lumière, capteur de proximité, verre résistant aux rayures, revêtement résistant aux éclaboussures

### Caméra
- Caméra arrière : 8 mégapixels
- Caméra frontale : 0,3 mégapixels VGA
- Flash : LED
- Caractéristiques : capteur rétroéclairé (BSI), mise au point automatique, mode rafale, zoom numérique, géolocalisation, mode plage dynamique élevée (HDR)
- Caméscope : 1 920 x 1 080 (HD 1080p) (30 ips)
- Fonctionnalités : appels vidéo

### Réseaux compatibles
- GSM : 850, 900, 1 800, 1 900 MHz
- UMTS : 850, 900, 1 900, 2 100 MHz

### Connectivité et communication
- Données : DC-HSDPA, 42 Mbit/s ; HSDPA, 21 Mbit/s ; HSUPA, 5,76 Mbit/s/s, UMTS, EDGE, GPRS
- Positionnement : GPS, A-GPS
- Communication : Wi-Fi, NFC, Bluetooth

### Batterie
- Capacité : 2000 mAh

## Voir également
- Motorola RAZR M